# Аріф Вірані
Аріф Вірані PC KC MP (23 листопада 1971) — канадський юрист і політик, на посаді міністра юстиції та генерального прокурора Канади з 26 липня 2023 року. Член Ліберальної партії, Вірані представляє округ Паркдейл-Гай-Парк у Палаті громад. Він займав ряд важливих посад: секретаря парламенту, в даний час міністра юстиції та генерального прокурора, а раніше міністра імміграції, біженців та громадянства з 2015 до 2017 року, а також міністра канадської спадщини (мультикультуралізму) з 2017 року. до 2018 року.

## Походження
Родина Вірані походить з Ахмедабада, штат Ґуджарат, він сам народився в Кампалі в Уганді. Вірані — багатомовний мусульманин-ісмаїліт, який прибув до Канади як біженець з Уганди. Після прибуття до Канади в 1972 році його сім'я знайшла допомогу в YMCA Стенлі-Стріт у Монреалі. Потім родина переїхала напостійно до Торонто. Вірані провів дитинство в районах Флемінґдон-Парк і Вілловдейл.

### Освіта
У 1994 році Вірані отримав спільний ступінь бакалавра мистецтв з політології та історії в Університеті Макґілла. Потім він закінчив юридичний факультет Університету Торонто. Вірані підтримував зв’язки з юридичним факультетом Університету Торонто, залишаючись членом комітету випускників.

## Юридична кар'єра
Вірані розпочав свою юридичну кар'єру в юридичній конторі Fasken Martineau DuMoulin LLP у 1999 році. Після цього він протягом року працював у Лондоні, Велика Британія, за підтримки стипендії Гарольда Дж. Фокса. Ця стипендія для тих, хто нещодавно закінчив вступний курс адвокатури, дає змогу навчатися у провідних адвокатів у Inns of Court у Лондоні, Сполучене Королівство. У 2003 році він продовжив працювати юристом у відділі конституційного права в офісі Генерального прокурора Онтаріо. Зараз він не займається юридичною практикою, оскільки є членом парламенту. Він залишається ліцензованим юристом класу L1 згідно з реєстром Юридичної спілки Онтаріо. Це означає, що він «має право займатися юридичною практикою в Онтаріо як баристер і солісітор».

## Питання України
Аріф Вірані чутливо ставиться до питань української громади в Канаді та до канадсько-української політики загалом. Від самого свого обрання до парламенту він підтримував питання посилення санкцій проти Російської федерації, надання Україні зброї, визнання терористичними організаціями ЛНР та ДНР. Одразу після початку повномасштабного вторгнення Вірані випустив офіційне повідомлення, в якому, зокрема, закликав 
|  | ...поборювати дезинформацію та підлу брехню, яка передувала путінській агресії. Україна не є частиною Росії. Український народ має багату історію і культуру, свою власну і самобутню, набагато давнішу ніж будь-що, що можна вважати російським. Народ, що не зазіхає на російські землі, а якраз навпаки, був змушений оборонятись від російських силових загроз військовими засобами від свого сусіда, починаючи з 2014 року. Спроби Володимира Путіна накинути свій контроль на країну сягають іще набагато давніше. Пропаганда, яку я спостерігаю від багатьох найбільших новинних джерел, викликає тривогу.... Ми оголосили сьогодні, у згоді з нашими Західними союзниками, подальші блокуючі санкції щодо 58 російських посадовців... ці заходи стосуватимуться членів угруповань Вагнерівців, головних російських банків, і включають скасування всіх експортних дозволів... |

Аріф Вірані публічно підтримує українські питання, відвідуючи численні українські заходи, свята та конференції. Був одним з ключових спікерів на конференції «Rebuild Ukraine»

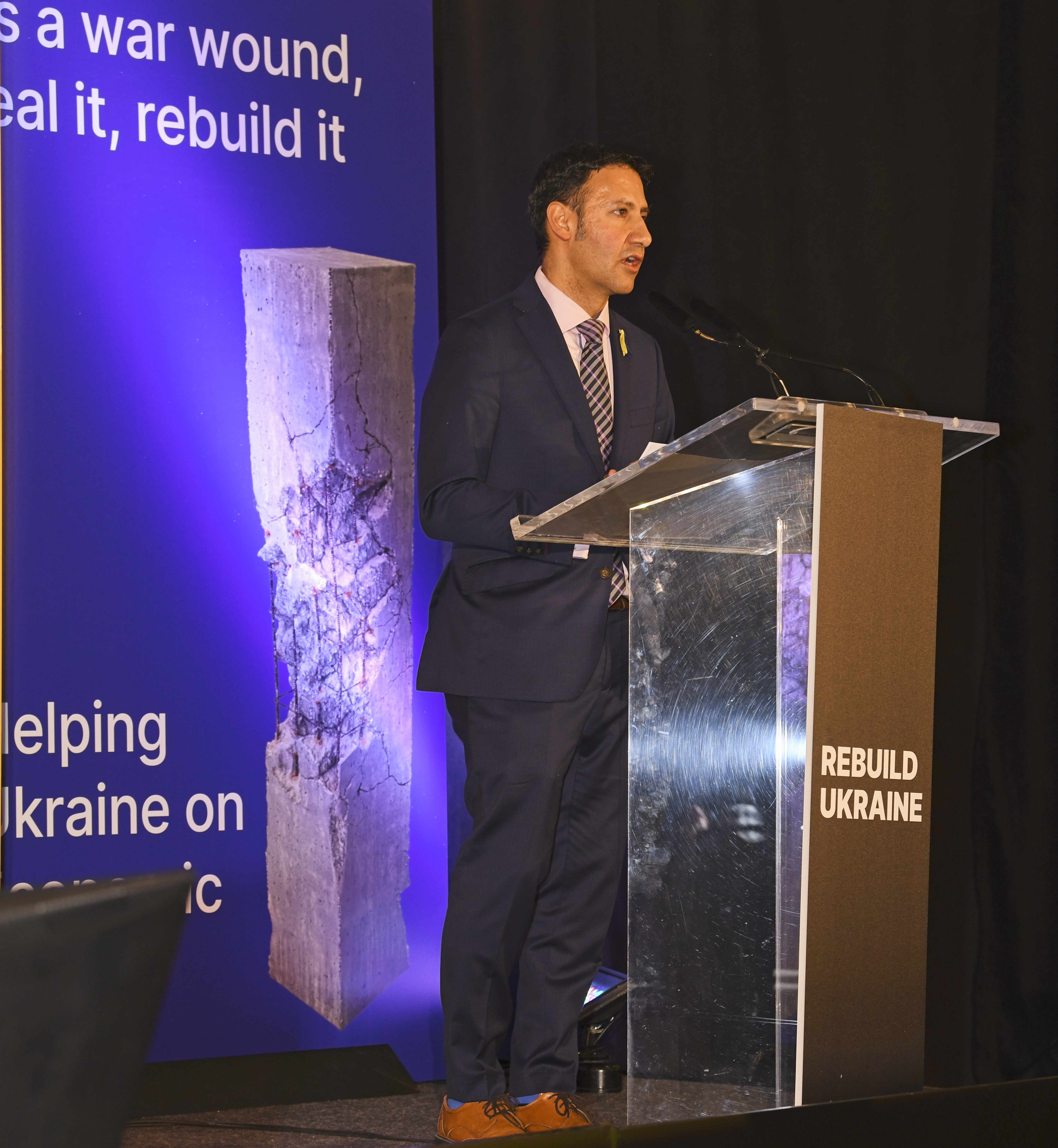
Виступ на конференції «Rebuild Ukraine»
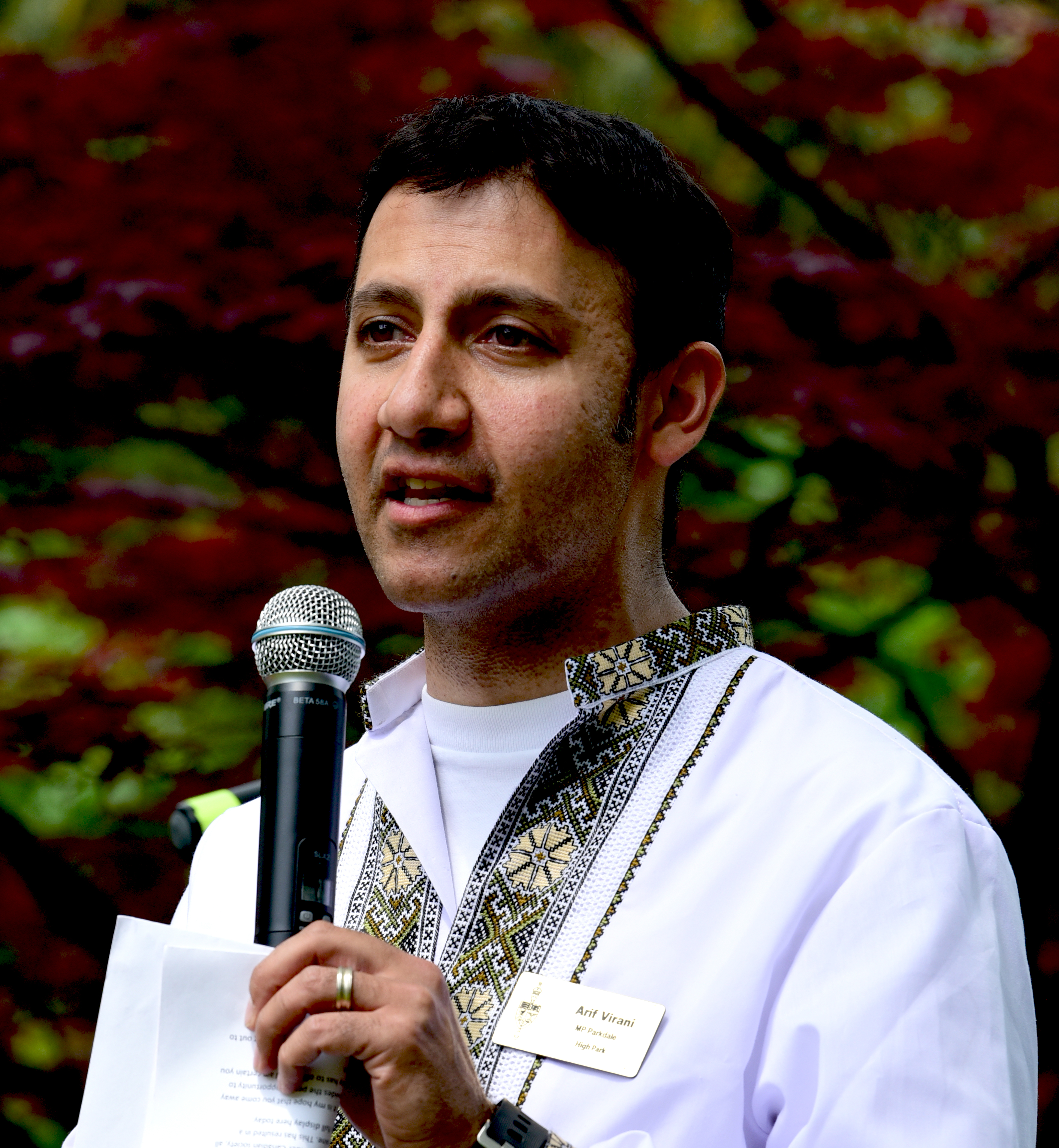
Аріф Вірані виступає коло пам'ятника Лесі Українці в Гай-Парку на Параді вишиванок
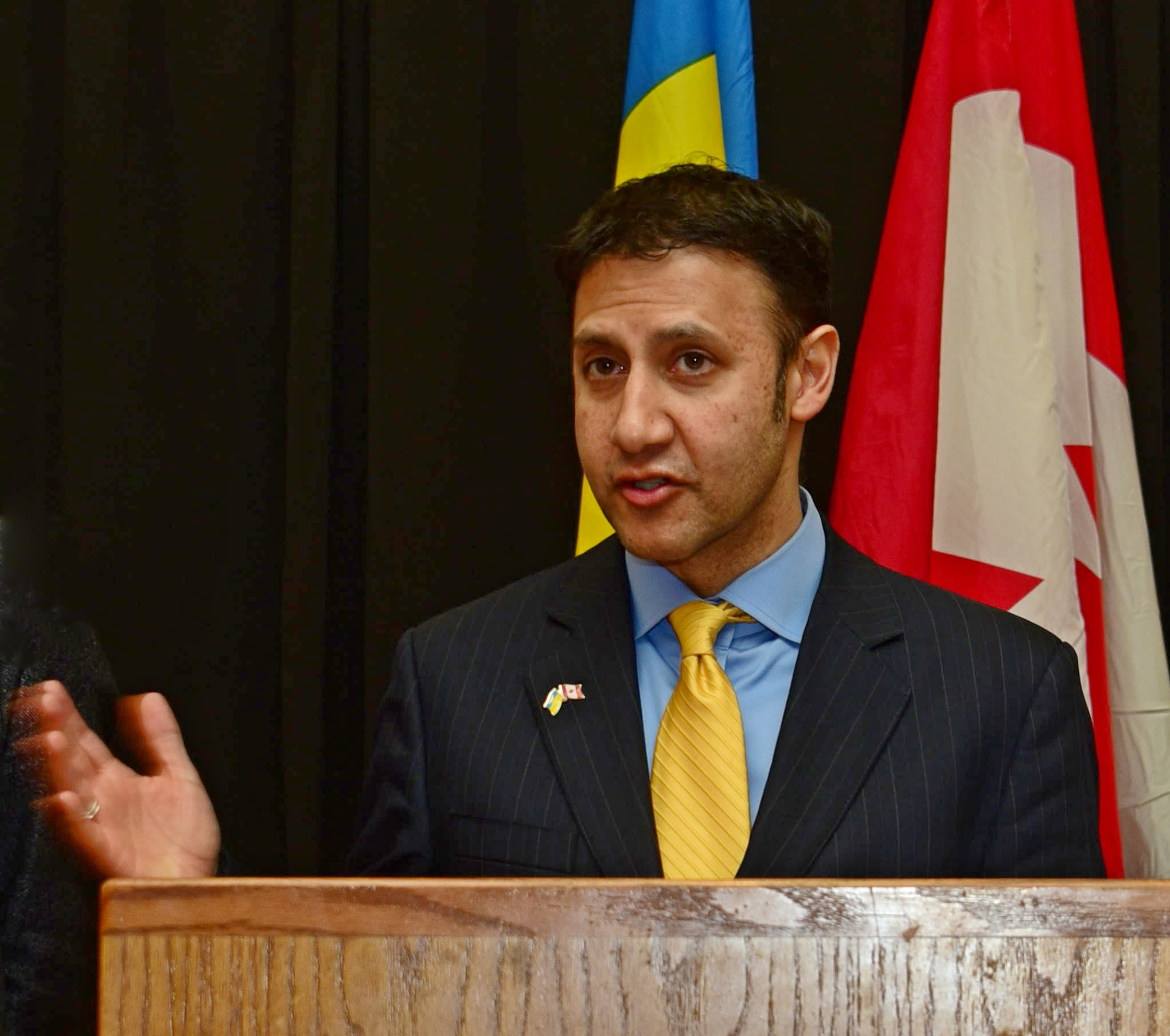
Аріф Вірані повідомляє про виділення урядом коштів на вивчення Голодомору в школах

## Особисте життя
Вірані живе у районі Ронсесвілс у Торонто зі своєю дружиною Сучітою Джейн, родом із Лондона, Онтаріо, та двома синами.

## Зовнішні посилання
- Профіль Аріфа Вірані на сайті Парламенту Канади (англ.)

Шаблон:CA-Ministers of Justice and Attorneys General